# Лотрек (виконтство)
Виконтство Лотрек (фр. Vicomté de Lautrec) — феодальное владение на юге Франции, располагавшееся на территории графства Альби.

## История
Виконтство Лотрек образовалось в X веке. Ранее оно принадлежало графству Альби, на территории которого и располагалось. В сентябре 985 замком Лотрек управлял виконт Исарн. Он упоминался как виконт ещё около 972 года. Последний раз об Исарне говорилось в документах, датированных 987 годом.  В сентябре 987/989 виконтством управлял Сикард, а в октябре 1038 года виконтом назывался уже Исарн II.
Имена дальнейших правителей неизвестны вплоть до второй половины XII века. В 1112 году упоминается некий Гилабер де Лотрек и его сыновья. Но неизвестно, был ли он виконтом Лотрека. В 1149 году виконтом был Сикард II. Ему наследовал сын Сикард III (ум. после 1193), ставший виконтом в 1159/1060 году. В первом десятилетии XIII века виконтом мог быть Пьерр Эрменго де Лотрек (ум. 1203/1209), а затем его сыновья Гилабер и Гуго Эрменго.
Ближе к середине XIII века виконтами Лотрека были братья Бертран I (ум. после 1258) и Сикард IV, которые правили одновременно. Потомки каждого из них также титуловались виконтами Лотрека в одно и то же время. Бертрану I наследовал его сын Сикард V, а последнему его сын Бертран II, тогда как Сикард IV передал виконтство своему сыну Пьеру.
Правителями Лотрека из дома де Леви были Бертран III и его дочь Беатрис (ум. ок.1352). Генеалогия следующих трёх виконтов Лотрека (Филиппа, Гуго д'Арпайона, Гуго де Карамана) не связана с предыдущими. Последнее упоминание о Гуго де Карамане было в 1402 году.  Прямыми потомками виконтов Лотрека первой династии считают себя южнофранцузские графы Тулуз-Лотреки.

## Список виконтов Лотрека
- ?—сентябрь 987/989 : Исарн I (ум. сентябрь 987/989)
- сентябрь 987/989—? : Сикард
- ?—после октября 1038 : Исарн II (ум. после октября 1038)
- 1112 : Гилабер
- ?—1159/1160 : Сикард II (ум. 1159/1160)
- 1159/1160—1193 или позднее : Сикард III (ум. после 1193 или позднее)
- 1193 или позднее—1209 : Фротард (ум. 1209)
- ?—1203/1209 : Пьерр Эрменго (ум. 1203/1209)
- 1209—1258 или позднее : Бертран I (ум. 1258 или позднее)
- 1258 или позднее—?: Сикард IV, сын предыдущего
- ?—?: Сикард V, племянник предыдущего
- ?—?: Бертран II, сын предыдущего
- ?—?: Пьер, сын Сикарда VI
- ?—?: Бертран III
- ?—ок. 1352: Беатрис (ум. ок. 1352), дочь предыдущего
- ?—?: Бертран IV
- ?—?: Филипп
- ?—?: Гуго I д'Арпайон
- ?—?: Гуго II де Караман